# Margaretha Rothe
Margaretha Erna Frieda Hedwig Rothe (Amburgo, 13 giugno 1919 – Lipsia, 15 aprile 1945) è stata un'antifascista tedesca, attivista del gruppo della Rosa Bianca, una della figure centrali del gruppo di Amburgo.

## Vita
Margaretha Rothe dal 1936 frequentò l'istituto Lichtwarkschule ad Amburgo. In questo periodo ebbe modo di conoscere i suoi amici e futuri membri della Rosa bianca Traute Lafrenz e Heinz Kucharski. Il suo primo contatto con la resistenza tedesca avvenne partecipando al gruppo di lettura organizzato dalla sua professoressa Erna Stahl. Nel gruppo alcuni studenti discutevano di arte, filosofia e letteratura proibite dalla censura nazista. Margaretha insieme a Heinz Kucharski ascoltava anche due radio illegali sotto la dittatura di Adolf Hitler: Voice of America e Moscow News. 
Si diplomò quindi in una scuola religiosa nel 1938 assieme a Traute Lafrenz. Le due ragazze iniziarono quindi a studiare medicina all'Università di Amburgo dove ebbero modo di incontrare altri gruppi di opposizione al regime nazista. Anche alla Universitätsklinikum di Amburgo-Eppendorf ebbe modo di entrare in contatto e partecipare alle riunioni di un gruppo di medici e studenti critici verso il regime che conosciuti come "candidates of humanity". In questo periodo assieme a Heinz Kucharski, che nel frattempo era diventato il suo fidanzato, stampò e distribuì un volantino dal titolo "Contro Hitler e la guerra" che rendeva pubbliche le frequenza della radio proibita Voice of America . 
Nell'inverno del 1942 ricevette un volantino della Rosa bianca da Traute Lafrenz che nel frattempo era diventata il perno di collegamento tra Monaco di Baviera e Amburgo. Grazie all'impegno della Lafrenz si creò quindi un gruppo della Rosa Bianca ad Amburgo avente il compito di essere sia un punto di ritrovo per gli oppositori del regime sia di distribuire i volantini che provenivano da Monaco. Nel gruppo si infiltrò però la spia della Gestapo Maurice Sachs che favorì l'arresto di Margaretha e del suo fidanzato Heinz il 9 novembre 1943. Assieme a loro circa trenta persone che avevano collegamenti con la Rosa Bianca di Amburgo vennero arrestati e portati nella prigione della polizia del quartiere di Fuhlsbüttel ad Amburgo. Lei e altre otto donne furono portate quindi nella prigione di Cottbus alla fine del 1944. Nel febbraio 1945 fu incriminata di alto tradimento ed altri crimini in vigore durante la Germania nazista. Fu quindi trasferita in un carro da bestiame a Lipsia nel freddo febbraio 1945. Nel viaggio Margaretha si ammalò e morì di tubercolosi il 15 aprile dello stesso anno, pochi giorni prima della liberazione della città da parte degli americani. 
Assieme a lei altri membri della Rosa bianca di Amburgo sono stati trovati morti durante la detenzione tra cui Katharina Leipelt, Elisabeth Lange, Reinhold Meyer, Hans Leipelt, Friedrich Geussenhainer, Margarete Mrosek e Curt Ledien.

## Riconoscimenti
Il 3 dicembre 1987 è stato eretto in suo onore e in quello di Erna Stahl un monumento nel giardino delle Donne ad Amburgo. Dall'ottobre 1988 in sua memoria si chiama la scuola Margaretha-Rothe-Gymnasiums . Numerose via si chiamano altresì in suo onore.